# Axel Toupane
Axel Toupane (Mulhouse, 22 luglio 1992) è un cestista francese.

## Biografia
È il figlio di Jean-Aimé Toupane, ex cestista nativo del Senegal e che ha acquisito la cittadinanza francese. Axel Toupane si è laureato all'Università Bocconi, all'HEC Paris e all'Emlyon Business School.

## Carriera
Con la Francia ha disputato i Campionati europei del 2017 e i Campionati mondiali del 2019.

## Statistiche

### NBA

#### Regular Season
| Anno       | Squadra         | PG | PT | MP   | TC%  | 3P%  | TL%  | RP  | AP  | PRP | SP  | PP  |
| ---------- | --------------- | -- | -- | ---- | ---- | ---- | ---- | --- | --- | --- | --- | --- |
| 2015-2016  | Denver Nuggets  | 21 | 0  | 14,5 | 35,7 | 32,5 | 76,5 | 1,5 | 0,7 | 0,3 | 0,3 | 3,6 |
| 2016-2017  | Milwaukee Bucks | 2  | 0  | 3,0  | 0,0  | 0,0  | -    | 0,0 | 0,0 | 0,0 | 0,0 | 0,0 |
| 2016-2017  | N.O. Pelicans   | 2  | 0  | 20,5 | 62,5 | 33,3 | -    | 0,5 | 0,0 | 0,5 | 0,5 | 5,5 |
| 2020-2021† | Milwaukee Bucks | 8  | 1  | 7,6  | 36,4 | 50,0 | 71,4 | 0,8 | 0,5 | 0,3 | 0,4 | 1,8 |
| Carriera   | Carriera        | 31 | 1  | 12,5 | 37,8 | 32,6 | 75,0 | 1,2 | 0,6 | 0,3 | 0,3 | 3,1 |

#### Playoffs
| Anno     | Squadra         | PG | PT | MP  | TC%  | 3P%  | TL% | RP  | AP  | PRP | SP  | PP  |
| -------- | --------------- | -- | -- | --- | ---- | ---- | --- | --- | --- | --- | --- | --- |
| 2021†    | Milwaukee Bucks | 4  | 0  | 2,5 | 50,0 | 50,0 | -   | 1,0 | 0,0 | 0,0 | 0,0 | 1,3 |
| Carriera | Carriera        | 4  | 0  | 2,5 | 50,0 | 50,0 | -   | 1,0 | 0,0 | 0,0 | 0,0 | 1,3 |

### G League
| Anno      | Squadra       | PG | PT | MP   | TC%  | 3P%  | TL%  | RP  | AP  | PRP | SP  | PP   |
| --------- | ------------- | -- | -- | ---- | ---- | ---- | ---- | --- | --- | --- | --- | ---- |
| 2015-2016 | Raptors 905   | 32 | 14 | 29,7 | 42,9 | 31,3 | 78,6 | 5,6 | 3,6 | 1,0 | 0,2 | 14,6 |
| 2016-2017 | Raptors 905   | 36 | 13 | 27,6 | 46,3 | 34,6 | 80,6 | 4,1 | 3,6 | 1,1 | 0,2 | 16,1 |
| 2020-2021 | S.C. Warriors | 9  | 9  | 31,7 | 54,4 | 38,6 | 73,9 | 8,0 | 3,3 | 1,7 | 0,1 | 17,9 |
| 2021-2022 | S.C. Warriors | 8  | 8  | 32,8 | 45,6 | 31,6 | 56,7 | 7,6 | 1,3 | 1,6 | 0,4 | 18,8 |
| Carriera  | Carriera      | 85 | 44 | 29,3 | 45,8 | 33,6 | 78,1 | 5,4 | 3,4 | 1,2 | 0,2 | 16,0 |

## Palmarès

### Squadra
- Campionato lituano: 1

Žalgiris Kaunas: 2017-18
- Campionato NBA: 1

Milwaukee Bucks: 2021
- Coppa di Francia: 1

Strasburgo: 2014-15
- Leaders Cup: 1

Strasburgo: 2015
- Coppa di Lituania: 1

Žalgiris Kaunas: 2018

### Individuale
- NBA Development League Most Improved Player Award (2016)
- All-NBDL Third Team (2017)